# Mitręga (województwo śląskie)
Mitręga – wieś w Polsce, położona w województwie śląskim, w powiecie zawierciańskim, w gminie Łazy.
W latach 1975–1998 miejscowość administracyjnie należała do województwa katowickiego.